# L'angelo di latta
L'angelo di latta (The Tin Angel) è un romanzo breve di fantascienza umoristica del 1973 di Ron Goulart.
Il romanzo narra le avventure dell'impresario Bert Schenley e del suo cane cyborg Bowser -celebre star televisiva- in tournée militare al confine tra gli Stati Uniti e il Messico.

## Edizione Urania
La collana fantascientifica Urania fa uscire il romanzo il 1º novembre 1981 (n. 904), aggiungendovi anche l'opera 5 storie di fantasmi (The Ghost Breaker), antologia dello stesso autore del 1971, contenente i seguenti racconti:
- Barrito di mezzanotte (Please Stand By, 1961)
- Lo zio Arly (Uncle Arly, 1962)
- Fantasma d'autore (Help Stamp Out Chesney, 1963)
- Il pesce azzurro (McNamara's Fish, 1963)
- Stregoni S.p.A. (Kearny's Last Case, 1965)